# Nhà thờ chính tòa Bà Rịa

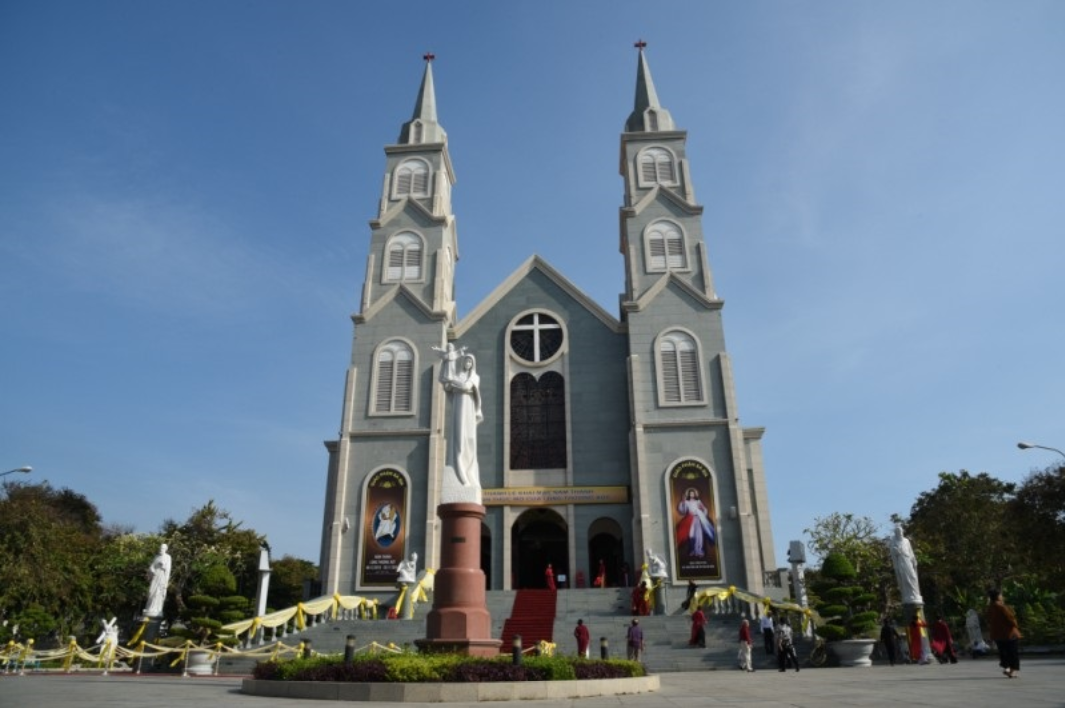
Nhà thờ Chính tòa Giáo phận Bà Rịa

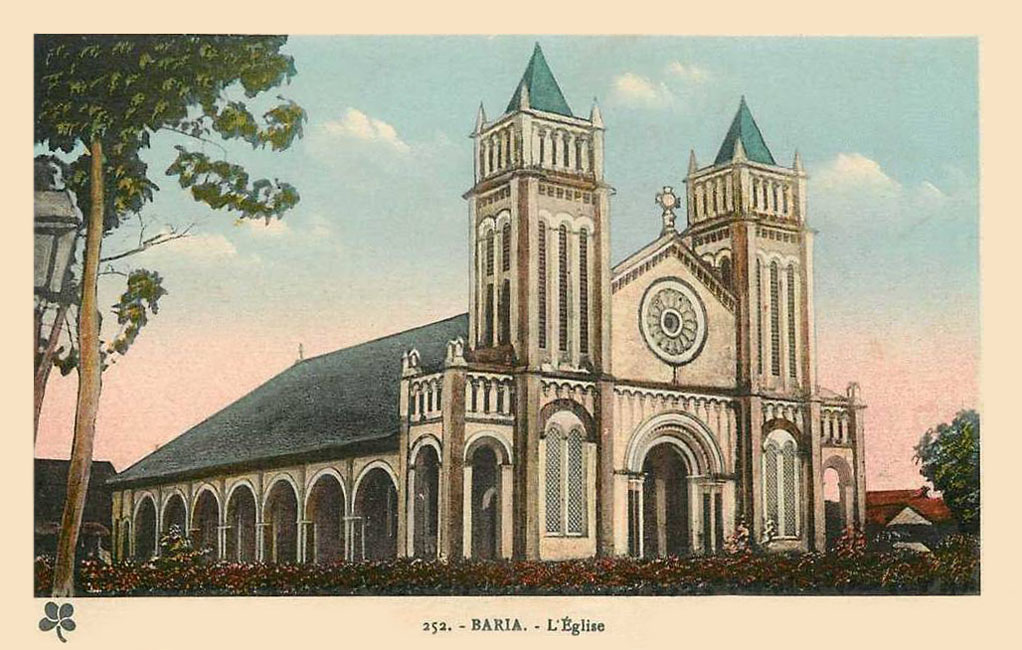
Nhà thờ Bà Rịa đầu thế kỷ XX

Nhà thờ chính tòa Bà Rịa (tên hiệu: nhà thờ Thánh Giacôbê và Thánh Philípphê) nằm tại 227 đường Cách Mạng Tháng Tám, phường Bà Rịa, Thành phố Hồ Chí Minh. Đây là nhà thờ chính tòa của Giáo phận Bà Rịa. Nhà thờ chính tòa Bà Rịa cách thành phố Vũng Tàu 20 km và cách Thành phố Hồ Chí Minh 75 km.
Năm 1874, linh mục Errard chính xứ Bà Rịa cùng với linh mục phụ tá Boutier tiến hành việc xây nhà thờ mới trên nền một ngôi nhà nguyện nhỏ. Sau một thời gian chuẩn bị, lễ đặt viên đá đầu tiên được tổ chức vào ngày lễ Đức Mẹ dâng mình vào Đền thánh 21 tháng 11 năm 1877.
Ngày 14 tháng 5 năm 1879, Giám mục Colombert cùng với Giám mục Pontvianne cử hành lễ làm phép trọng thể thánh đường Bà Rịa dâng kính hai thánh Tông đồ Giacôbê và Philipphê, lưu giữ kỷ niệm địa danh truyền giáo "Cap Saint-Jacques" trực thuộc địa hạt Bà Rịa-Vũng Tàu.
Nhà thờ Bà Rịa được xây dựng theo kiểu dáng kiến trúc Roman, với vật liệu đơn sơ, trang trí tao nhã nhưng được thiết kế vững chắc và tiện lợi, phù hợp với điều kiện khí hậu của vùng ven biển. Ba quả chuông được đưa về Nhà thờ trong thời linh mục Cagnon (1887-1890).
Ngôi thánh đường đã nhiều lần được tu sửa, nới rộng, nhưng vào thời điểm năm 2005, khi Giáo phận mới Bà Rịa được thiết lập, ngôi nhà thờ đã không đáp ứng được nhu cầu mới. Ngày 15 tháng 8 năm 2007, Giám mục Tôma Nguyễn Văn Trâm đặt viên đá đầu tiên xây dựng Nhà thờ chính tòa mới.
Kiến trúc nhà thờ chính tòa mới hiện đại hơn nhưng vẫn muốn giữ lại nét dáng thân thương của ngôi nhà thờ cũ. Nhà thờ Chính toà giáo phận nổi bật với hai ngọn tháp cao 45 mét trong màu đá hoa cương với sáu quả chuông với đường kính từ 60 cm đến 114 cm. Bàn tiệc Thánh Thể làm bằng cẩm thạch trắng với kích thước dài 4 mét và rộng 1 mét 20 rộng. Hai thánh bổn mạng Giacôbê và Philipphê vẫn đứng hai bên cửa chính nhà thờ.